# 张建春

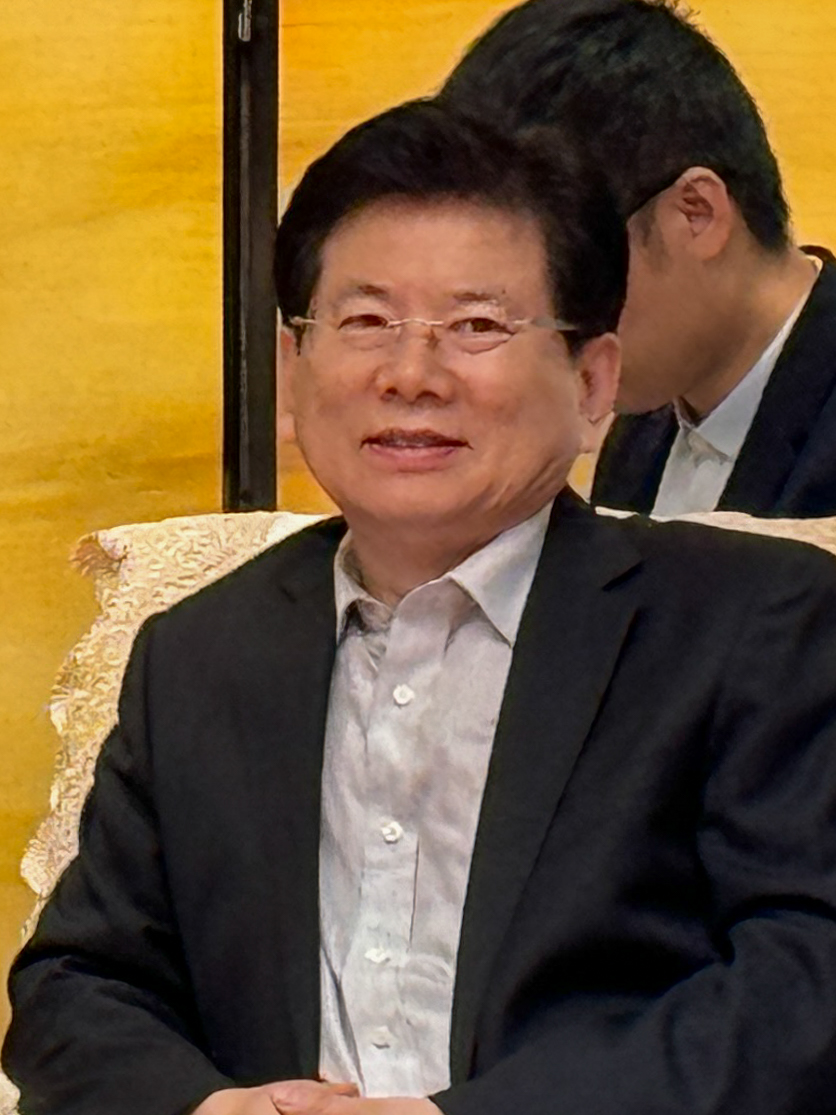
张建春，2024年

张建春（1965年5月—），男，山东菏泽郓城县人，中华人民共和国政治人物。1984年7月参加工作，曾任中共北京市委组织部常务副部长、中共中央组织部副部长，和中共中央宣传部副部长。
2024年6月21日，张建春因涉嫌严重违纪违法，接受中央纪委国家监委纪律审查和监察调查。7月24日，全国政协十四届常委会第八次会议决定撤销其全国政协委员资格。12月10日，中央纪委国家监委决定给予其开除党籍开除公职处分，终止中共二十大代表资格，并移送司法机关处理。31日，最高人民检察院决定对其逮捕。2025年4月，经最高人民检察院指定，张建春涉嫌受贿一案由河北省廊坊市人民检察院向廊坊市中级人民法院提起公诉。